# Cipriano Mera
Cipriano Mera Sanz (Madrid, 4 de noviembre de 1897 - Saint-Cloud, 24 de octubre de 1975) fue un conocido anarcosindicalista español que participó de forma destacada en la guerra civil española, especialmente en las batallas de Madrid y Guadalajara.

## Biografía
Criado en Tetuán, nació en el seno de una familia de albañiles; ejerció esa profesión, empezando a trabajar a los once años. También fue cazador furtivo, adentrándose en el coto regio de El Pardo y trapero. Militó en la CNT, de cuyo sindicato de la construcción en Madrid fue secretario en 1931. En diciembre de 1933 se unió a Buenaventura Durruti para fundar el Comité Revolucionario de Zaragoza. Como consecuencia, fue arrestado y llevado a prisión en Burgos.

### Guerra Civil
En el verano de 1936, la huelga de la construcción había paralizado a más de 100 000 trabajadores. A principios de julio, Cipriano Mera es encarcelado nuevamente junto con otros delegados del Comité de Huelga de la construcción. La huelga de la construcción proseguía el 18 de julio, al estallar la Guerra Civil.
Al día siguiente, Mera es liberado de la Cárcel Modelo de Madrid y, tras participar en la derrota de los sublevados del Cuartel de la Montaña de Madrid, rápidamente organiza, junto a David Antona, una columna anarquista que se une a la del teniente coronel republicano Ildefonso Puigdendolas, que el 21 de julio tomaría Alcalá de Henares y al día siguiente la ciudad de Guadalajara. La columna anarquista de Mera se separó entonces hacia Sacedón y la provincia de Cuenca, ocupando la capital provincial. Sus soldados le apodaron El Viejo, porque tenía cuarenta años y mandaba sobre milicianos jóvenes.
Más tarde, tras la creación del Ejército Popular Republicano, la columna de Mera se transformó en la 14.ª División, de la que fue nombrado comandante. Esta división intervino fundamentalmente en la defensa de Madrid, en noviembre de 1936, y en la batalla de Guadalajara, en marzo de 1937, que se ganó a los italianos del CTV. Fue jefe del IV Cuerpo de Ejército.
En 1938, ya ascendido a teniente coronel, emplazó su cuartel general en Alcohete (Guadalajara), lugar cercano a la villa de Horche y desde donde protegía todo el sector oriental de la capital.
Apoyó el golpe de Estado del coronel Segismundo Casado el 5 de marzo de 1939 y la formación del Consejo Nacional de Defensa, en protesta por lo que él interpretó como hegemonía estalinista en el alto mando. Aunque el gobierno de Negrín abandona España al día siguiente, la situación del recién formado Consejo es crítica en Madrid durante los días 7, 8 y 9, ante la reacción de parte de los tres Cuerpos del Ejército (integrados por oficiales, soldados y milicianos comunistas) que defienden la capital. Pero entonces Mera lanzó su IV Cuerpo de Ejército desde Guadalajara y logró salvar al Consejo después de una serie de encarnizados combates por las carreteras de acceso y las mismas calles de Madrid.  Una vez terminado el golpe, Mera fue despreciado y marginado por el entorno de Casado, aglutinando este todo el poder para negociar con Burgos la entrega del poder a Franco.

### Exilio y posguerra
Ocupado Madrid por los franquistas, los cuales demoraron el control de la carretera de Valencia, Mera se traslada a Valencia, exiliándose más tarde en Orán, donde fue internado en un campo de concentración. Una vez liberado, marcha al Marruecos francés, donde se gana la vida como peón de la construcción. Con la caída de Francia en manos de los nazis, las autoridades franquistas solicitan la extradición de los refugiados españoles en territorio francés. En febrero de 1942, Cipriano Mera es entregado por el Gobierno de Vichy a las autoridades franquistas, siendo internado en la cárcel de Porlier. Condenado a muerte en abril de 1943, la pena le fue conmutada por treinta años de prisión.
Tras un indulto, en 1946 se exilió a Francia, ya que en España no tenía ninguna causa pendiente, donde retornó al activismo anarquista y trabajó como albañil hasta su muerte, menos de un mes antes que la del dictador Francisco Franco, el 24 de octubre de 1975 en un hospital de Saint-Cloud, en Isla de Francia. Su cuerpo descansa en el Cementerio de Auteuil, en París.

## Obra
- (1976). Guerra, exilio y cárcel de un anarcosindicalista. Ruedo Ibérico, París.